# 牧兼充
牧 兼充（まき かねたか、1978年（昭和53年）1月6日 - ）は、日本の経営学者。2017年9月より、早稲田大学ビジネススクール准教授。専門は、技術経営、アントレプレナーシップ、科学技術政策など。

## 概略
- 2015年カリフォルニア大学サンディエゴ校にて、博士(経営学)を取得。
- スタンフォード大学社会・環境工学科客員准教授、カリフォルニア大学サンディエゴ校ビジネススクール客員准教授、慶應義塾大学理工学部訪問准教授、高知大学客員教授などを歴任。
- 日米の大学において理工・医学分野での人材育成、大学を中心としたエコシステムの創生に携わる。
- 専門は、技術経営、アントレプレナーシップ、イノベーション、科学技術政策など。
- 経済産業省産業構造審議会イノベーション小委員会委員、内閣官房「創薬力の向上により国民に最新の医薬品を迅速に届けるための構想会議」構成員、経団連「Science to Startup Task Force」メンバー、文部科学省戦略的調査分析機能に関する有識者懇談会委員などを歴任し、日本のイノベーション政策に深く関わる。
- 近著に「イノベーターのためのサイエンスとテクノロジーの経営学」(単著、東洋経済新報社)、「科学的思考トレーニング意思決定力が飛躍的にアップする25問」 (単著、PHPビジネス新書) などがある。

## 学歴
- 1992年06月：American Overseas School of Rome 中学部卒業
- 1996年03月：慶應義塾湘南藤沢高等部卒業
- 2000年03月：慶應義塾大学環境情報学部卒業
- 2002年03月：慶應義塾大学大学院政策・メディア研究科修士課程修了
- 2010年03月：慶應義塾大学大学院政策・メディア研究科博士課程単位取得退学
- 2015年09月：カリフォルニア大学サンディエゴ校 博士（経営学） 取得